# Vickers-Terni
La Vickers-Terni è stata un'azienda italiana, con sede a La Spezia, nata nel 1905 da una joint-venture tra la britannica Vickers e le Acciaierie di Terni.

## Storia
La nascita dell'azienda, progenitrice dell'OTO Melara fu dovuta alla necessità dell'Italia di ridurre la sua dipendenza nel campo della siderurgia dall'industria estera.
Le operazioni di integrazione dell'attività siderurgica con quella cantieristica, nel settore dell'industria degli armamenti, erano state avviate nel 1904 portando alla costituzione della "Vickers Terni Società Italiana di Artiglierie ed Armamenti", risultato di una partecipazione congiunta tra la Vickers di Londra e le Acciaierie di Terni per la costituzione di una fabbrica di artiglierie navali a La Spezia nel quartiere spezzino di Melara.
La nuova Società venne costituita nel 1905. La sottoscrizione dei capitali fu effettuata dalla Terni, dalla Vickers, dai Cantieri Navali Orlando, dai Cantieri navali Odero, e personalmente da Giuseppe Orlando e Attilio Odero in proprio. Fino ad allora, escludendo i Regi Arsenali, in Italia la produzione di artiglierie era assegnata ad un solo stabilimento privato, quello della ditta Armstrong che li costruiva nel suo stabilimento napoletano di Pozzuoli.
La nuova compagnia denominata "Vickers Terni" impiantò un nuovo stabilimento a Spezia, specializzato nella produzione di cannoni per artiglierie sia navali che terrestri. Dopo il completamento dell'impianto avvenuto nel 1908, la compagnia si aggiudicò significativi contratti per la fornitura di cannoni per le navi della Regia Marina in costruzione.
Durante la prima guerra mondiale negli stabilimenti della compagnia vennero costruite mitragliere da 40 mm, cannoni da 381 mm e aerei da addestramento. Tra le produzioni negli anni immediatamente precedenti alla Grande Guerra i cannoni da 305/46 che hanno equipaggiato la corazzata Doria e due delle tre Cavour, le corazzate Cavour e Leonardo da Vinci, mentre i cannoni del Cesare vennero realizzati dalla Armstrong di Pozzuoli così come quelli della corazzata Duilio, unità capoclasse della omonima classe di navi da battaglia.

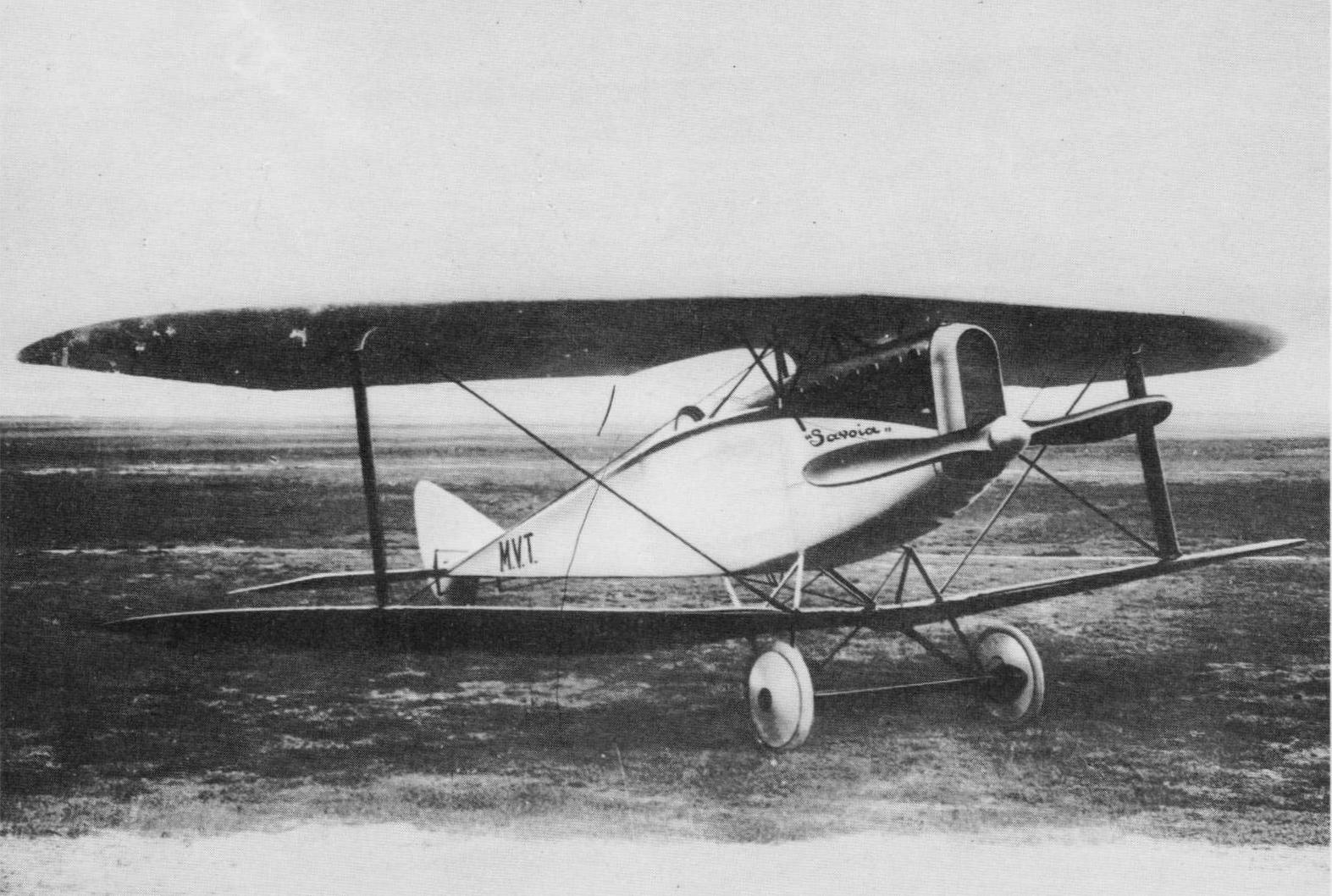
Il prototipo Vickers-Terni MVT, aereo da caccia monomotore biplano progettato dall'ingegnere Alessandro Marchetti, poi ulteriormente sviluppato nel SIAI S.50.

Nel successivo periodo post-bellico, l'azienda concentrò i suoi sforzi per convertire ad usi civili la sua produzione con la costruzione di motori a vapore e diesel, turbine, caldaie ed eliche per navi e materiale ferroviario.
Nel 1922 la "Vickers" decise di mettere fine alla joint venture con le "Acciaierie di Terni" che rimasero unici proprietari della società.
Nel 1927 lo stabilimento venne rilevato dalla società Ansaldo-San Giorgio controllata da Odero che lo rilevò dalle Acciaierie di Terni e la nuova società assunse la denominazione "Odero-Terni".
Nel 1929 la fusione tra i Cantieri Navali Odero di Genova, il cantiere Orlando di Livorno e la Odero-Terni, diede vita alla società "Odero-Terni-Orlando" nome abbreviato in OTO, che nel 1933 passò sotto il controllo dell'IRI, l'Istituto per la Ricostruzione Industriale.
Al termine della seconda guerra mondiale, nei primi anni del dopoguerra la produzione dell'azienda venne convertita sulla realizzazione di prodotti civili la società nel 1953 ha assunto la denominazione "OTO Melara", dal nome del quartiere spezzino di Melara su cui sorge l'impianto, riprendendo a partire dagli anni cinquanta la produzione nel settore militare.